# István Kozma (football)
Pour les articles homonymes, voir István Kozma.
Dans le nom hongrois Kozma István, le nom de famille précède le prénom, mais cet article utilise l’ordre habituel en français István Kozma, où le prénom précède le nom.
István Kozma, né le 3 décembre 1964 à Pásztó, est un footballeur international hongrois, qui évoluait au poste de milieu de terrain. Il a eu une brève carrière d'entraîneur.
Kozma a marqué un but lors de ses quarante sélections avec l'équipe de Hongrie entre 1986 et 1995.

## Biographie
István Kozma est le père du nageur Dominik Kozma.

## Carrière
- 1983-1989 : Újpesti Dózsa
- 1989 : Girondins de Bordeaux
- 1989-1992 : Dunfermline Athletic
- 1992-1993 : Liverpool
- 1993-1995 : Újpest FC
- 1993-1995 : APOEL Nicosie
- 1997-1999 : Újpest FC
- 1999 : Videoton
- 2000 : FC Tatabánya
- 2000-2001 : Újpest FC

## Palmarès

### En équipe nationale
- 40 sélections et 1 but avec l'équipe de Hongrie entre 1986 et 1995.